# Ian McDonald (musicista)
Ian McDonald (Londra, 25 giugno 1946 – New York, 9 febbraio 2022) è stato un cantante, polistrumentista e compositore britannico, noto come cofondatore nel 1969 dei King Crimson, nei quali suonava sassofono, flauto e mellotron, e nel 1976 dei Foreigner in cui suonò anche tastiere e chitarra.

## Carriera

### King Crimson
Dopo aver collaborato al progetto Giles, Giles & Fripp fondò, nel dicembre 1968, insieme a Robert Fripp, Greg Lake, Michael Giles e Peter Sinfield, i King Crimson: al loro disco di esordio dette un contributo fondamentale, in quanto unico autore delle musiche di I Talk to the Wind e The Court of the Crimson King, e coautore di tutto il resto dell'album.

### McDonald e Giles
Dopo appena un anno ed un lungo tour negli Stati Uniti decise di lasciare i King Crimson assieme al batterista Michael Giles, con il quale incise poi il disco McDonald and Giles, dove era voce principale. Dopo aver collaborato con i T. Rex nel 1974 fu nuovamente con i King Crimson in Red suonando il sassofono nei brani One More Red Nightmare e Starless.

### Foreigner
Nel 1976 fu tra i fondatori dei Foreigner, che gli porteranno un enorme successo commerciale sul finire degli anni settanta. Lascia la band nel 1980 dopo la pubblicazione di tre album in studio; successivamente formò la 21st Century Schizoid Band con membri dei King Crimson del periodo 1969-72. Nel 2017 si riunì temporaneamente ai Foreigner per una serie di concerti commemorativi del 40º anniversario dal debutto della band.

### Honey West Band
Sempre nel 2017 fondò un supergruppo chiamato Honey West, dove era chitarrista solista.
Del gruppo fece parte anche il fratello Maxwell McDonald, che suonava il basso.

## Vita privata
Dal 1968 al 1974 fu fidanzato con Judy Dyble, cantante dei Fairport Convention e coautrice di alcuni brani dei King Crimson. 

## Discografia

### Con Giles, Giles & Fripp
- The Cheerful Insanity of Giles, Giles & Fripp (1968)

### Con i King Crimson
- In the Court of the Crimson King (1969)
- Red (1974)
- A Young Person's Guide to King Crimson (1976)
- Epitaph (1997)
- Live at the Marquee (1998)
- Cirkus: The Young Persons' Guide to King Crimson Live (1999)
- The Beginners' Guide to the King Crimson Collectors' Club (2000)
- The 21st Century Guide to King Crimson - Volume One - 1969-1974 (2004)

### Con i Foreigner
- Foreigner (1977)
- Double Vision (1978)
- Head Games (1979)
- Records (1982)
- The Very Best... and Beyond (1992)

### Solista
- Drivers Eyes (1999)

### Con la 21st Century Schizoid Band
- Official Bootleg V.1 (2002)
- Live in Japan (2003)
- Live in Italy (2003)
- Pictures of a City – Live in New York (2006)

### McDonald e Giles
- McDonald and Giles - McDonald and Giles (1971)

### Honey West
- Bad Old World, 2017

### Altri album
- T. Rex - Electric Warrior (1971)
- Centipede - Septober Energy (1971)
- Ian Lloyd - Ian Lloyd (1976)
- Steve Taylor - On the Fritz (1985)
- Steve Hackett - Genesis Revisited (1997)
- John Wetton - Welcome to Heaven (2000)
- Steve Hackett - To Watch the Storms (2003)